# Диявол на ім'я Троцький

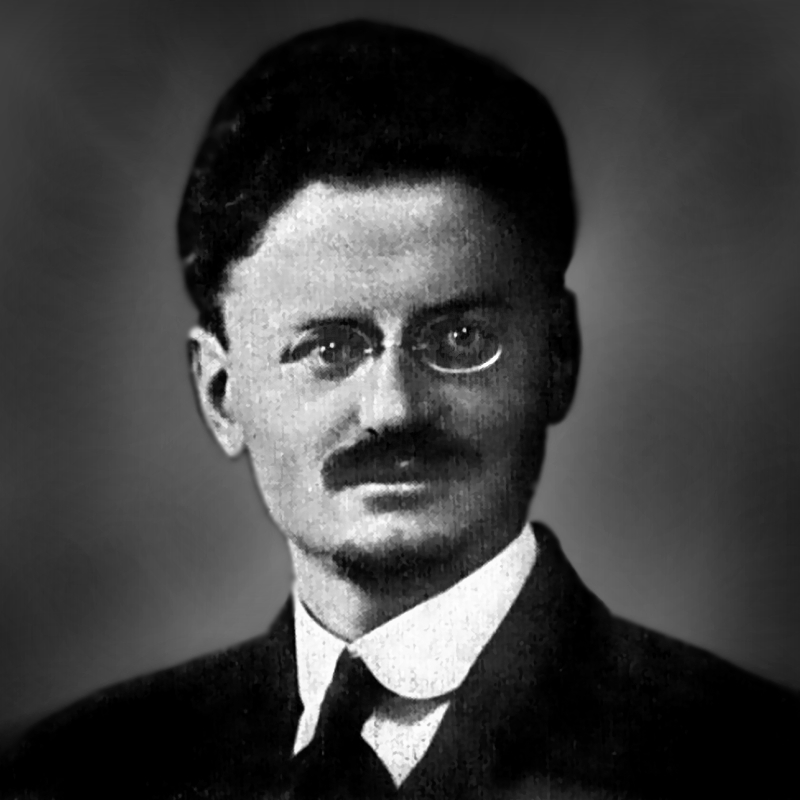
Троцький, 1915 рік.

Диявол на ім'я Троцький (ісп. El diablo se llama Trotsky) — книга, написана та проілюстрована Едуардо дель Ріо, про життя більшовицького революціонера Льва Давидовича Бронштейна.

## Зміст
Книга має лише два розділи:
- 1. Коротка біографія
- 2. Становлення Троцького

Книга є ілюстрованою біографією, яка починається цитатами діячів російської революції, таких як Ленін, Карл Радек і Сталін, про події, думки чи дії Троцького. Після короткого коментаря щодо різних суперечливих думок, які випливають із написаного Ріо (як троцькістів, так і сталіністів), перший розділ починається з опису дитинства Льва Давидовича Бронштейна, його життя в школі та його зближення в підлітковому віці з російськими анархістами-народниками, його перші підходи до політики, а також про його дружбу з колишніми народниками, з якими він заснував «Робітничий союз півдня Росії», під впливом свого друга, а пізніше дівчини Олександри Соколовської, Троцький прийме марксизм. Разом вони редагували підпільну газету «Наше дело», і розділ закінчується втечею Троцького із заслання до Сибіру, де він відбував 4-річне ув'язнення.
У другому розділі йдеться про «нове життя» Льва Давидовича Бронштейна, нині відомого як Лев Троцький, який приїжджає до Самари для роботи в революційній газеті «Іскра», його зустрічі з Леніним і Плехановим і його журналістську роботу.
Пізніше Троцький увійде до РСДРП і покаже свою неоднозначність щодо поділу на більшовиків і меншовиків, Ріо показує ідеї Троцького про російську ситуацію, про характер соціалістичної та небуржуазної революції, який має прийняти революція, його прибуття на фронт Червоної Армії та бої, які вона вела. Після того, як Сталін прийшов на сцену (книги), Ріо робить дуже коротку біографію Сталіна та роль, яку він відіграв у смерті Троцького.